# Вільхівчик (Звенигородський район)
Вільхі́вчик (давніше — Омарівка, Слобода) — село в Україні, у Селищенській сільській громаді Звенигородського району Черкаської області. Орган місцевого самоврядування — Селищенська сільська громада. Населення становить 199 осіб.

## Географія
Село Вільхівчик розташоване за 86 км від обласного центру, за 69 км від районного центру, за 25 км від центру громади та за 9 км від найближчої залізничної станції Кошмак на лінії Миронівка — Знам'янка Шевченківської дирекції Одеської залізниці. Через північну околицю села тече річка Рось.

## Населення
За переписом 1897 року кількість мешканців зросла до 721 особи (352 чоловічої статі та 369 — жіночої), з яких всі — православної віри. За даними всеукраїнського перепису населення 2001 року у селі мешкало 255 осіб. Станом на 1 січня 2013 року на території села мешкає 199 осіб.
Мова
Розподіл населення за рідною мовою за даними перепису 2001 року був наступним:
| українська | 251 | 98,43 |
| російська  | 4   | 1,57  |

## Історія
Село засноване у XVIII столітті козаками-переселенцями, в історичних згадках село згадувалось як присілок до села Черепин. Основний вид занять поселенців — землеробство. Давня назва населеного пункту — Омарівка, пізніше Слобода. Сучасна назва ймовірно походить від назви дерева вільхи, якої на території села росте дуже багато. Перша згадка про Вільхівчик відноситься до 1795 р. Село вказане в «Описі, що був складений на підставі ревізії 1795 року про кількість населення і населених пунктів Черкаського повіту». Тоді там був 31 двір й проживало 173 особи.
Станом на 1885 рік у колишньому власницькому селі Вільхівчик (Омарівка) Завадівської волості Черкаського повіту Київської губернії мешкало 590 осіб, налічувалось 100 дворових господарств, існували школа та постоялий будинок.
У 1917 році село входить до складу Української Народної Республіки.
Внаслідок поразки Перших визвольних змагань село надовго окуповане більшовицькими загарбниками.
Під час німецько-радянської війни на боці СРСР загинуло 78 жителів.
Радянську окупацію відновлено 12 лютого 1944 року.
З 24 серпня 1991 року село входить до складу вільної України.
В селі діють ФАП, клуб, бібліотека, магазин, пилорама. З 2012 року проводяться роботи з газифікації села.
На поряд розташованих сільгоспугіддях господарює СТОВ «Аграрник».

## Археологія
Поселення доби ранніх слов'ян виявлене в урочищі Святий Куток, на лівому березі ріки Вільшанки, розмір 350×70 метрів, це невелике підвищення першої надзаплави, що прилягає до заплавного лугу. Тераса поступово підвищується в сторону, протилежну річці, поселення розміщене на присадибних ділянках. Черняхівське поселення виявлене біля північної околиці села Слобідка, на першій невисокій заплаві правого берега Росі, за 150 метрів північніше залізничного моста в урочищі Вільхівчик на площі 300×50 метрів.

## Відомі люди
Народилися
- Дяченко Микола Сидорович — радянський офіцер, Герой Радянського Союзу.